# Cremă depilatoare
Crema depilatoare este un produs cosmetic folosit la înlăturarea părului de pe pielea omului. Este disponibilă sub formă de  gel, cremă, loțiune, aerosol și pudră.